# San Francisquito
San Francisquito, antes también conocido como San Francisco Pápagos, es una localidad del extremo norte del estado mexicano de Sonora, una de las principales comunidades de los Tohono O'odham en México y sede de su gobernador, forma parte del municipio de Caborca.
San Francisquito se encuentra localizado en el noroeste del estado de Sonora y en el extremo norte del municipio de Caborca, a una distancia de 120 kilómetros al norte de la cabecera municipal, la ciudad de Caborca, y solo unos diez kilómetros al sur de la Frontera entre Estados Unidos y México en medio del Desierto de Sonora; sus coordenadas geográficas son 31°35′43″N 112°19′37″O / 31.59528, -112.32694 y su altitud es de 560 metros sobre el nivel del mar, su entorno es completamente desértico con elevadas temperaturas y baja pluviosidad, junto a la población discurre el río San Francisquito que es afluente del río Sonoita aunque se encuentra completamente seco la mayor parte del año.
San Francisquito es una de las principales comunidades de los Tohono O'odham o pápagos, siendo la sede de su gobernador tradicional, su población es muy baja pero también varía mucho durante el año, por el carácter migrante de los tohono o'odham y porque las celebraciones patronales dedicadas a San Francisco Javier y que se llevan a cabo en el mes de octubre atraen a peregrinos y turistas.
De acuerdo a los resultados del Conteo de Población y Vivienda realizado en 2005 por el Instituto Nacional de Estadística y Geografía es de solo 7 habitantes.